# Elementary Particles EP
Elementary Particles è un EP di Bluetech prodotto da Native Stata Records. Il corposo EP è stato poi inserito nel doppio album "Elementary Particles + Prima Materia" prodotto da Aleph Zero.

## Tracce
1. "Elementary Particles (Re-Edit)" - 8:12
2. "Alchemie Dub" - 6:43
3. "Cosmologic" - 7:32
4. "Koinonea" - 6:30
5. "Prayers For Rain (J.Viewz Remix)" - 4:52
6. "Oleander" - 7:08
7. "Worthy" - 3:05